# Pecluma divaricata
Pecluma divaricata là một loài thực vật có mạch trong họ Polypodiaceae. Loài này được (E. Fourn.) Mickel & Beitel miêu tả khoa học đầu tiên năm 1988.